# The Webster Boy
Pour plus de détails, voir Fiche technique et Distribution.
The Webster Boy est un film irlandais réalisé par Don Chaffey, sorti en 1962.

## Synopsis
À sa sortie de prison, Vance Miller entreprend de retrouver la femme qu'il a aimée mais celle-ci est maintenant mariée et mère d'un adolescent.

## Fiche technique
- Titre : The Webster Boy
- Réalisation : Don Chaffey
- Scénario : Ted Allan et Leo Marks
- Production : Emmet Dalton
- Musique : Wilfred Josephs
- Photographie : Gerald Gibbs
- Montage : John Trumper
- Pays d'origine : Irlande
- Format : Noir et blanc - Mono - 35 mm
- Genre : Drame
- Durée : 83 minutes
- Date de sortie : 1962

## Distribution
- Richard O'Sullivan : Jimmy Webster
- John Cassavetes : Vance Miller
- Elizabeth Sellars : Margaret Webster
- David Farrar : Paul Webster
- Geoffrey Bayldon : Charles Jamieson
- Niall MacGinnis : Headmaster